# 莫里巴布古

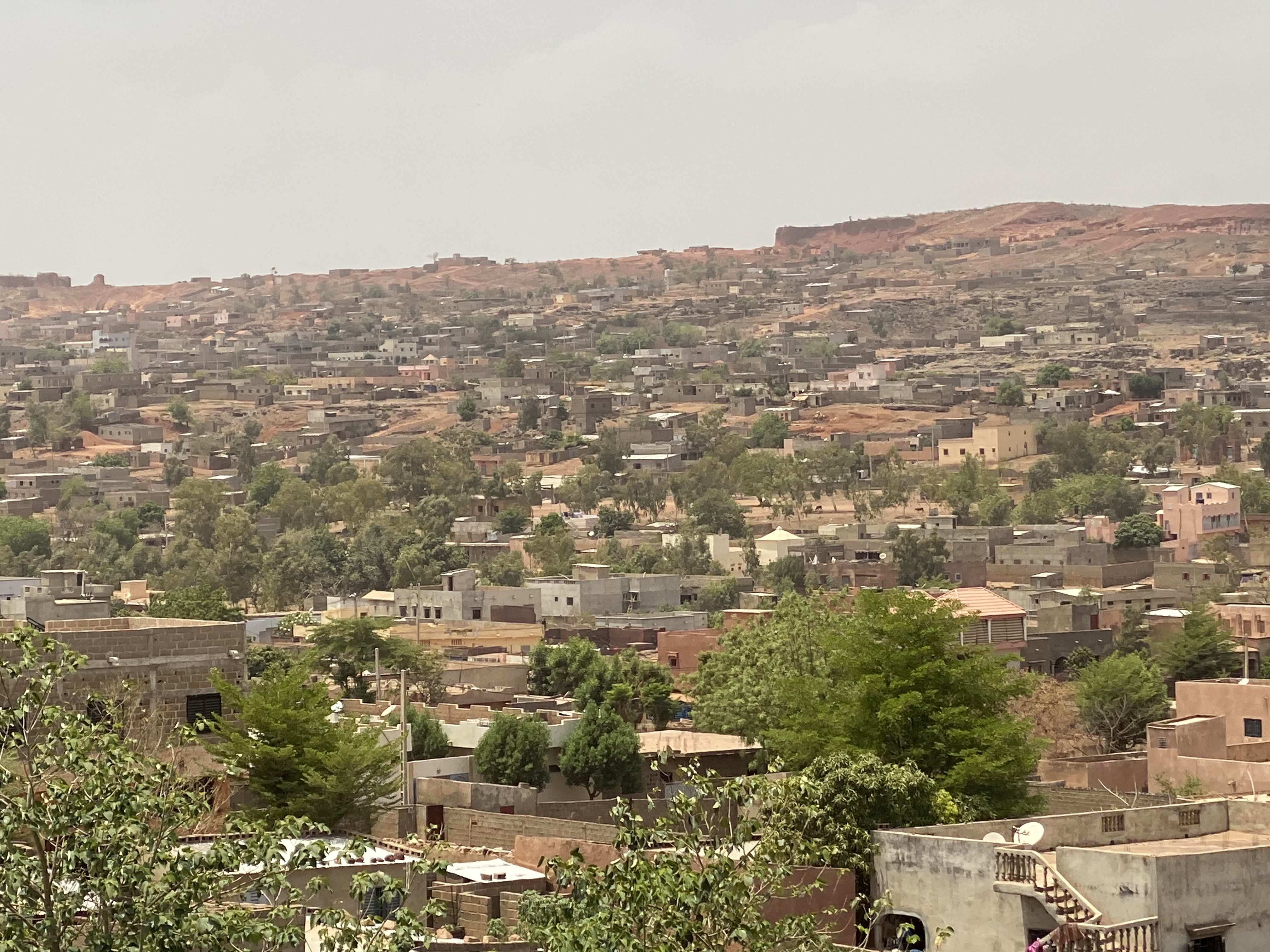
莫里巴布古

莫里巴布古（Moribabougou）是馬里的城鎮，位於該國西南部，由庫利科羅區的卡蒂省負責管轄，面積79平方公里，海拔高度360米，2009年人口28,574，人口密度每平方公里360人。